# Yolanda Gutiérrez
Yolanda Gutiérrez (* in Mexiko-Stadt) ist eine mexikanisch-deutsche Tänzerin, Choreographin, Videokünstlerin, Produzentin und Kuratorin.

## Leben
Gutiérrez wurde in Mexiko-Stadt geboren und wuchs in Cuernavaca auf. Ihr Vater studierte Ingenieurswesen und Betriebswirtschaftslehre und war Rektor der Universität von Morelos. Ihre Mutter arbeitete als Leiterin von Kindertagesstätten. Gutiérrez studierte zeitgenössischen Tanz in Mexiko-Stadt und Neuen Tanz und Performance in Hannover. Yolanda Gutiérrez lebt mit ihrer Familie in Hamburg.

## Wirken

### Tanz
Nach ihrem Studium arbeitete Gutiérrez zunächst als Tänzerin in verschiedenen zeitgenössischen Tanzensembles in Deutschland und Mexiko. Sie war Tanz Mitglied des ersten zeitgenössischem mexikanischem Ensemble in Morelos Yoli-Xinastli, geleitet durch den mexikanischen Choreographen Raúl Aguilar. Gutiérrez tanzte auch später im Ensemble YOCOYANI, welches von Aguilar und der Tänzerin Dalia Próspero gegründet wurde. Anschließend tanzte sie beim Ensemble Obsidiana im Bundesland Morelos. In Europa arbeitete sie bei den Produktionen von La Fura del Baus (Spanien) und Philippe Quesne.

### Choreographie und Arbeit als Produzentin
Gutiérrez arbeitet seit den 1990ern als Choreographin und begann nach ihrem Studium von "Neuem Tanz & Performance" in Hannover eigene Stücke im Freien Theater in Hamburg zu produzieren. Gutiérrez Arbeiten finden sowohl in Theater als auch im öffentlichen Raum statt. Zusätzlich zu ihren Arbeiten in Hamburg arbeitet Gutiérrez auf internationaler Ebene, bisher in Mexiko, Senegal, Tansania, Uganda, Die Niederlande und Ruanda. Seit 2010 wurden ihre Arbeiten auf Kampnagel in Hamburg aufgeführt, Gutiérrez verwirklichte 2010 gemeinsam mit Michel Abdollahi und dem Wrestler Karsten Kretschmer das Projekt SUPERHERO am Kampnagel. Dieses Projekt wurde auch von der Bundeszentrale für politische Bildung prämiert. Das Projekt SUPERHERO ACADEMY war nominiert für das Berliner Theatertreffen der Jugend 2011. Mit dem Dramaturgen Jens Dietrich verwirklichte Gutiérrez mehrere Projekte, unter anderem das Projekt POLITICAL BODIES. Gemeinsam mit Dietrich und Dorcy Rugamba entstand 2018 das Projekt Planet Kigali.
Gutiérrez Arbeiten wurden im Rahmen verschiedener Festivals aufgeführt, so beispielsweise beim Julidans Festival in Amsterdam, DIE IRRITIERTE STADT in Stuttgart, dem Find the File Festival im Haus der Kulturen der Welt oder dem Membrane Festival in Stuttgart. Für ihre Arbeiten erhielt sie mehrere Residenzen in Europa und Afrika.

#### URBAN BODIES PROJECTundDECOLONYCITIES
Seit 2017 choreographiert Gutiérrez immer wieder als postkoloniale Stadtrundgänge beschriebene Projekte, die unter den Titeln URBAN BODIES PROJECT oder DECOLONYICITES aufgeführt werden. Ersteres wurde 2017 als Teil Theater der Welt Festivals im Hamburger Hafen aufgeführt. Gutiérrez möchte laut eigener Aussage mit beiden Projekte auf die Einflüsse der Kolonialgeschichte in europäischen Städten aufmerksam machen und in den Städten "eine mögliche Dekolonisierung der Zukunft [performen]."
Beide Projekte arbeiten im öffentlichen Raum und wurden bisher in Kooperation mit internationalen Festivals, Museen (MARKK und Linden-Museum) und Theatern in Hamburg, Amsterdam und Stuttgart realisiert. Beide Projekte werden nun gemeinsam als Teil eines weiteren Projekts, SHAPE THE FUTURE, organisiert.

### Videokunst und Kuration
Seit 2001 arbeitet Gutiérrez auch als Videokünstlerin. Während diese stellenweise einen Teil ihrer Theaterarbeiten bilden, hat Gutiérrez auch einzelne Kurzfilme gedreht und produziert. Zusätzlich zu ihren eigenen Arbeiten kuratierte Gutiérrez Symposien wie 2015 African HipHop - A lesson for european democracy und 2017 Mexican Spirit am Kampnagel.

## Arbeiten (Auswahl)
- 2021 My dance Space, Hamburg (Kurzvideo)
- 2020 DEAD DANCE ZONE, UA Mbassy Hamburg (Tanzperformance)
- 2020 URBAN BODIES PROJECT Stuttgart, UA Festival DIE IRRITIERTE STADT, Stuttgart (Tanzperformance)[22]
- 2019 DECOLONYCITIES DAR-HH, UA Hafen Hamburg (Tanzperformance)
- 2019 URBAN BODIES PROJECT Amsterdam, UA JULIDANS International Dance Festival (Tanzperformance)[23]
- 2018 Planet Kigali, gemeinsam mit Jens Dietrich und Dorcy Rugamba, UA Kampnagel, Hamburg (Tanzperformance)[24]
- 2018 DEAD DANCE ZONE, UA MARKK Museum, Hamburg (Tanzperformance)
- 2018 THE BODY AT THE END OF THE TIMES, UA Dar es Salaam, Tansania (Tanzperformance)
- 2017 URBAN BODIES PROJECT, UA Hafen Hamburg (Tanzperformance)
- 2015 THE FAKE EMPIRE, UA Laba Arts Festival, Kampala, Uganda
- 2015 POLITICAL BODIES, gemeinsam mit Jens Dietrich, UA Kampnagel, Hamburg (Tanzperformance)[25]
- 2014 DEAD DANCE ZONE, UA Kampnagel, Hamburg (Tanzperformance)
- 2014 The archive of the dead (Kurzvideo)
- 2013 Axel & Axel – die dritte Runde, UA? (Tanz-Theater)
- 2012 DANZAFUTURA II, UA Kampnagel, Hamburg (Tanzperformance)
- 2012 Axel & Axel – die zweite Runde, UA Kampnagel, Hamburg (Tanz-Theater)
- 2012 SUPERHERO ACADEMY – Das Finale, UA Kampnagel, Hamburg (Tanzperformance)
- 2011 DANZAFUTURA, UA Kampnagel, Hamburg (Tanzperformance)
- 2010 SUPERHERO, UA Kampnagel, Hamburg (Tanz-Theater)
- 2010 The Wrestler & The Dancer -reloaded-, UA Kampnagel, Hamburg (Tanzperformance)
- 2009 about lucha libre, UA K3, Hamburg (Tanzperformance)
- 2009 "dance beyond borders" European dance project, UA Hamburg (Video-Dokumentation)
- 2006 Authenticity and integration, UA (?) eigenarten Festival (Videodokumentation)
- 2005 Tafel Tanz, UA Zelttheater, Hamburg (Tanzperformance)
- 2003 quick instant soup II, UA Abaton Kino, Hamburg (Kurzvideo)
- 2002 quick instant soup, UA Abaton Kino, Hamburg (Kurzvideo)
- 1999 flesh & bone, UA Festival eigenarten, Hamburg (Tanzperformance)